# Максименков, Александр Иванович
Александр Иванович Максименков (17 августа 1952, Починок, Смоленская область, РСФСР, СССР — 7 сентября 2012, Москва, Россия) — советский футболист, полузащитник. Мастер спорта СССР международного класса (1979).

## Биография
Воспитанник юношеской команды спортклуба Смоленского института физкультуры и команды «Буревестник», первый тренер — В. Т. Салымов.
Выступал за команды «Искра» Смоленск (1972—1973), «Торпедо» Москва (1974—1975), «Динамо» Москва (1976—1981).
Сыграл 6 матчей за олимпийскую сборную СССР (1975 год). За главную сборную провёл 8 матчей, забил 1 мяч в 1977—1979 годах.
Чемпион Спартакиады народов СССР 1979 года. В финальной игре со сборной Грузинской ССР забил два мяча, что принесло победу сборной команде Москвы 2:1.
В 1984—1997 годах работал, с перерывами, тренером в московском «Динамо» — с детскими и юношескими командами СДЮШОР (1984—1985, 1988—1995), с главной командой (1984—1986), со второй командой (1987). Главный тренер «Динамо-2» (1996—1997).
Был главным тренером клуба «Серпухов» (1988). В 1993 году — главный тренер сборной Иордании, координатор молодёжной, юниорской, юношеской сборных страны. С 2000 года — старший тренер московского Клуба ветеранов футбола «Столица».
В день 60-летия — 17 августа 2012 года — стал почётным гражданином города Починок.
Скончался 7 сентября 2012 года после продолжительной болезни.

## Достижения
- Чемпион СССР: 1976 (весна).
- Обладатель Кубка СССР 1977 года.
- Чемпион Спартакиады народов СССР 1979 года в составе сборной Москвы.
- 4 раза в списке 33 лучших футболистов сезона: № 2 (1975, 1978), № 3 (1976, 1979).

## Память
В 2015 году постановлением Смоленской областной Думы № 542 от 10.07.2014 г. имя А. И. Максименкова присвоено спортивной школе в городе Починке Смоленской области.